# Кривцы (Московская область)

Церковь Смоленской иконы Божией Матери в Кривцах

Кривцы́ — село в Раменском муниципальном районе Московской области. Входит в состав сельского поселения Софьинское. Население — 261 чел. (2010).

## Название
В писцовой книге 1577 года упоминается как Кривцово, с конца XVIII века употребляется название Кривцы. Название связано с некалендарным личным именем Кривец.

## География
Село Кривцы расположено в западной части Раменского района, примерно в 9 км к юго-западу от города Раменское. Высота над уровнем моря 121 м. В 0,5 км от села протекает река Москва. В коттеджном посёлке Велино, входящем в состав Кривцов, 9 улиц — Добрая, Дружбы, Мечты, Приозёрная, Романтики, Светлая, Солнечная, Счастливая, Честная; 2 переулка — Зимний и Летний. Коттеджи начали строить в 2012 году, перекрыв жителям села Кривцы пешие тропы по прямой до реки Москва http://prntscr.com/lhqvcr (источник Яндекс Карты). Ближайший населённый пункт — деревня Тимонино.

## История
В 1926 году село являлось центром Кривцовского сельсовета Велинской волости Бронницкого уезда Московской губернии.
С 1929 года — населённый пункт в составе Раменского района Московского округа Московской области.
До муниципальной реформы 2006 года село входило в состав Тимонинского сельского округа Раменского района.

## Население
| 1926 | 2002 | 2010 |
| ---- | ---- | ---- |
| 501  | ↘149 | ↗261 |

В 1926 году в селе проживало 501 человек (216 мужчин, 285 женщин), насчитывалось 98 хозяйств, из которых 95 было крестьянских. По переписи 2002 года — 149 человек (54 мужчины, 95 женщин).

## Достопримечательности
Церковь Иконы Божьей Матери Смоленская (1703—1708 гг.)
В конце января 2019 года из храма были похищены старинные иконы. В результате операции с участием лучших сыщиков МВД России, специализирующихся на розыске предметов антиквариата, все преступники были задержаны, а девять похищенных святынь, возвращенных в храм, заняли свои прежние места в иконостасе. Среди них — старинная икона Богоматерь Смоленская, в честь которой в начале XVIII века князем Волконским была возведена обитель.